# Karl von Hecker
Karl Hecker, ab 1872 Ritter von Hecker, (* 8. Mai 1827 in Berlin; † 14. Dezember 1882 in München) war ein deutscher Gynäkologe und Geburtshelfer.

## Leben und Wirken
Karl von Hecker wurde als einziger Sohn des Medizinhistorikers Justus Hecker und der Lyrikerin Wilhelmine Lydia Hecker, geb. Paalzow (1801–1871), in Berlin geboren. Er studierte Medizin an den Universitäten Berlin, Heidelberg, Paris und Wien. 1848 wurde er in Berlin mit der Dissertation „De Chlorosi“ promoviert. 1851 begann Hecker seine Tätigkeit als Assistent an der geburtshilflichen Klinik von Dietrich Wilhelm Heinrich Busch an der Charité. Hier habilitierte er sich 1853 mit der Schrift „De retroversione uteri gravidi“. Nach dem Tode von Karl Christoph Hueter wurde von Hecker 1858 als dessen Nachfolger und o. Professor für Geburtshilfe an die Universität Marburg berufen. Bereits ein Jahr später folgte er einem Ruf als Gynäkologe an die Universität München. Hier wurde er auch zum Direktor der städtischen Gebäranstalt und der Kreishebammenlehranstalt ernannt. Von 1874 bis 1875 war er Rektor der Universität. 1877 erarbeitete er zusammen mit Carl Siegmund Franz Credé und Alfred Hegar ein Statut für die Gründung einer selbständigen gynäkologischen Fachgesellschaft, die jedoch erst 1885, drei Jahre nach seinem Tode, als Deutsche Gesellschaft für Gynäkologie erfolgte. Karl von Hecker starb 1882 im Alter von 55 Jahren an einem Schlaganfall. 
Er war mit einer Tochter des Juristen Johann Caspar Bluntschli verheiratet und hatte zwei Töchter und zwei Söhne.

## Ehrungen
- 1862 Ritterkreuz I. Klasse des Verdienstordens vom heiligen Michael
- 1864 königlich bayerischer Hofrat
- 1872 Ritterkreuz des Verdienstordens der Bayerischen Krone, verbunden mit der Nobilitierung
- 1875 Titel und Rang eines königlichen Obermedizinalrats

## Schriften (Auswahl)
- De Chlorosi Dissertation, Berlin 1848
- De retroversione uteri gravidi. Habilitationsschrift, Berlin 1853.
- Beiträge zur Lehre der Schwangerschaft außerhalb der Gebärmutterhöhle. 1858.
- mit Ludwig von Buhl: Klinik der Geburtskunde. 1861.
- Ueber die Schädelform bei Gesichtslagen. 1869.
- Ueber den Gesundheitszustand der Wöchnerinnen in der Kreis- und Lokal-Gebäranstalt München. 1877.
- Beobachtungen und Untersuchungen aus der Gebäranstalt zu München, umfassend den Zeitraum von 1859–1879. 1887.